# De celles qui osent
De celles qui osent, ou The Bold Type : De celles qui osent en vidéo, au Québec et sur certaines chaînes, (The Bold Type) est une série télévisée américaine en 52 épisodes de 41–45 minutes, créée par Sarah Watson et diffusée entre le 20 juin 2017  et le 30 juin 2021 sur Freeform et en simultané sur ABC Spark au Canada.
La série est inspirée de la vie de Joanna Coles (en), ancienne rédactrice en chef du magazine Cosmopolitan.
En France et en Belgique, la série est diffusée depuis le 9 février 2018 sur le service Prime Video. Elle est également rediffusée à la télévision française depuis le 3 février 2019 sur Téva sous son titre original. Au Québec, elle est diffusée depuis le 12 novembre 2018 sur VRAK. Elle reste pour le moment inédite en Suisse.

## Synopsis
La série suit les carrières, les amitiés et les amours de trois jeunes femmes qui travaillent pour le magazine féminin new-yorkais Scarlet.
Après plusieurs années passées comme assistantes, deux d'entre elles ont été promues : Kat est responsable des réseaux sociaux et Jane est désormais rédactrice. Sutton, quant à elle, cherche à obtenir un poste dans le pôle mode du magazine.
Le trio va enchaîner les obstacles et s'entraider, chacune va apprendre à mieux se connaitre et ainsi évoluer aussi bien personnellement que professionnellement.

## Distribution

### Acteurs principaux
- Katie Stevens (VFB : Sophie Frison) : Jane Sloan
- Aisha Dee (VFB : Ludivine Deworst) : Kat Edison
- Meghann Fahy (VFB : Helena Coppejans) : Sutton Brady
- Melora Hardin (VFB : Fabienne Loriaux) : Jacqueline Carlyle
- Sam Page (VFB : Laurent Vernin) : Richard Hunter (saisons 1 à 4 - invité saison 5)
- Matt Ward (VFB : Gregory Praet) : Alex Crawford (saisons 1 à 4 - invité saison 5)
- Stephen Conrad Moore (VFB : Erwin Grünspan) : Oliver Grayson (saisons 2 à 5 - récurrent saison 1)
- Nikohl Boosheri (VFB : Valérie Muzzi) : Adena El-Amin (saison 2 - récurrente saisons 1, 3 à 5)

Photos des actrices principales
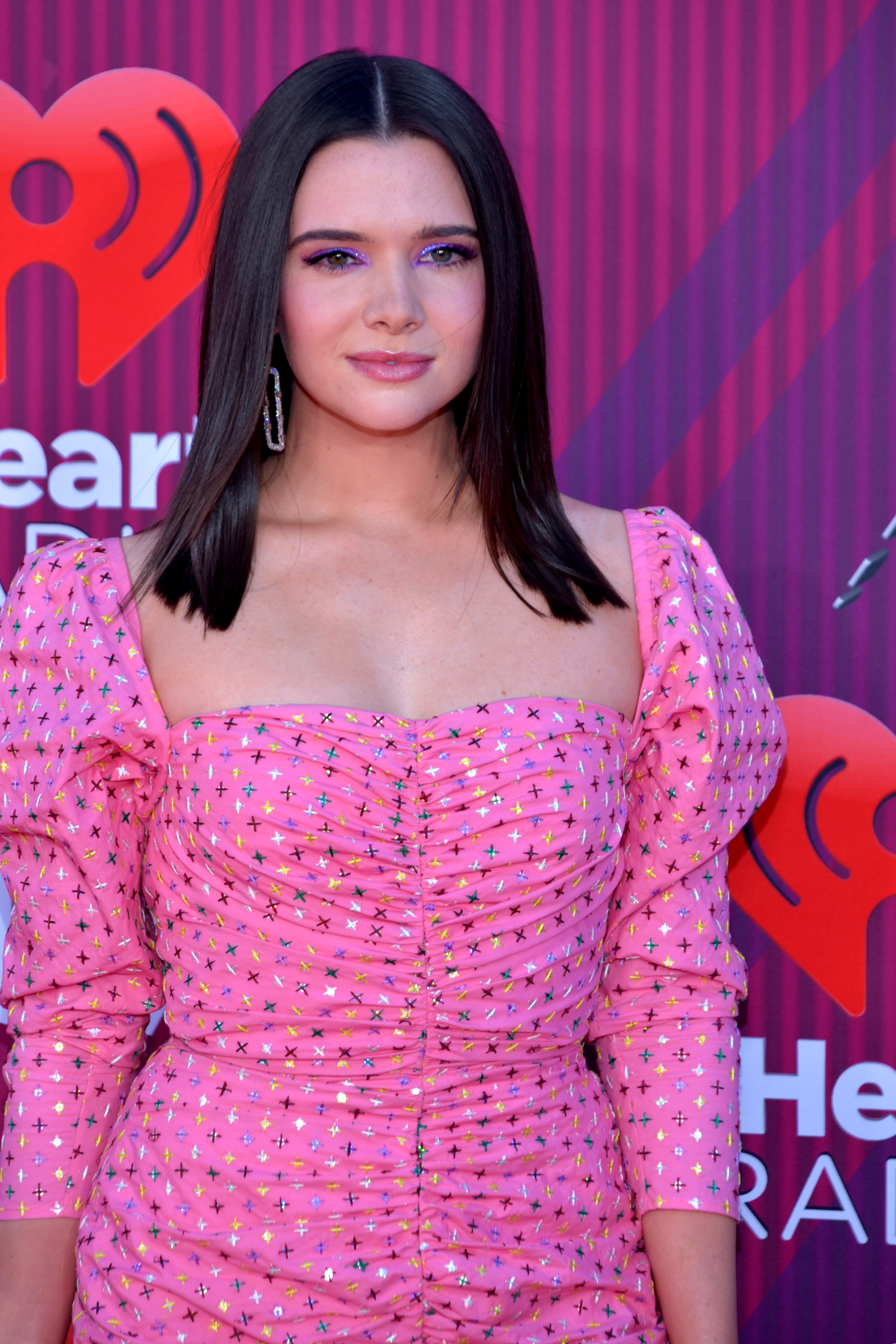
Katie Stevens interprète Jane.
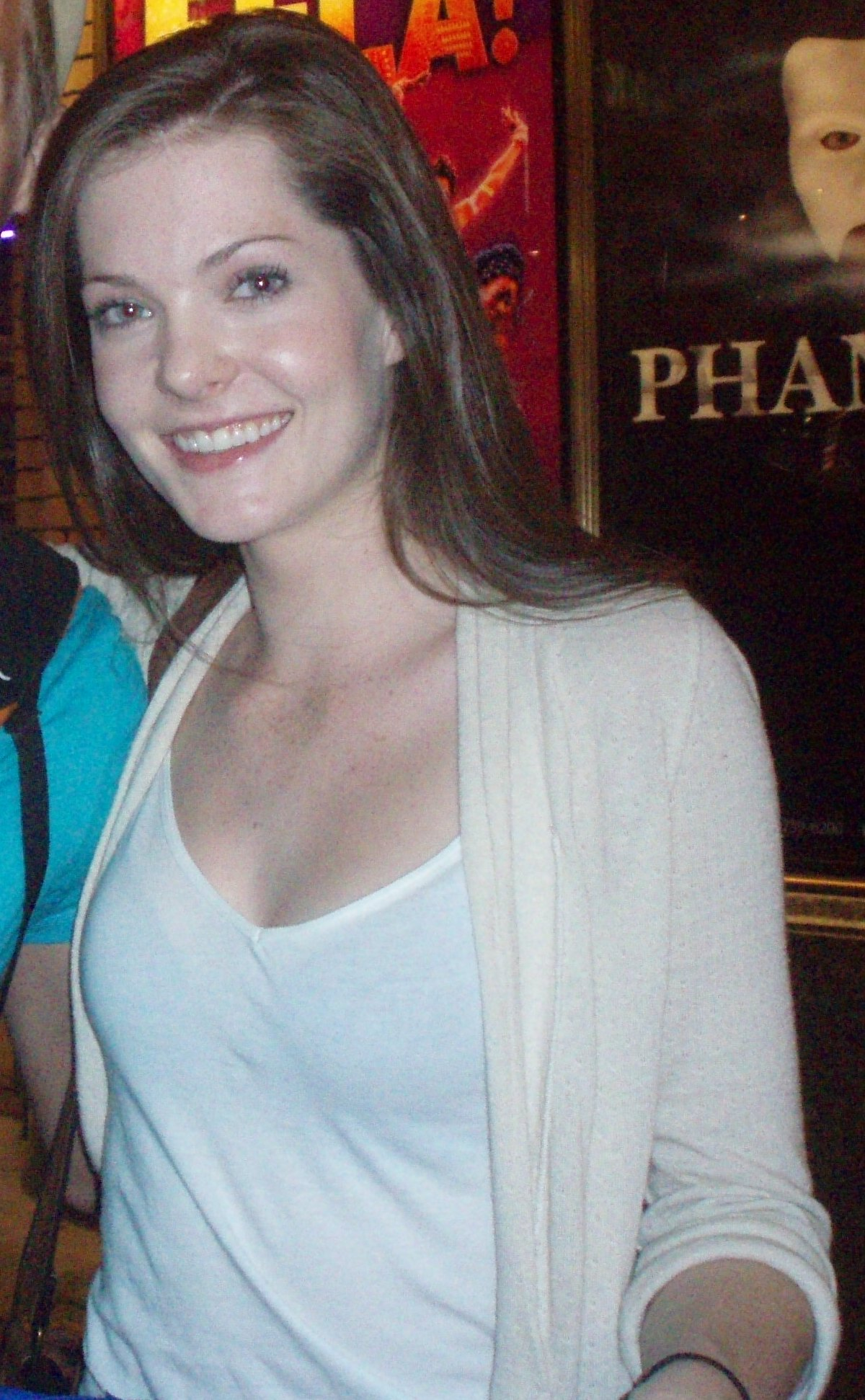
Meghann Fahy interprète Sutton.
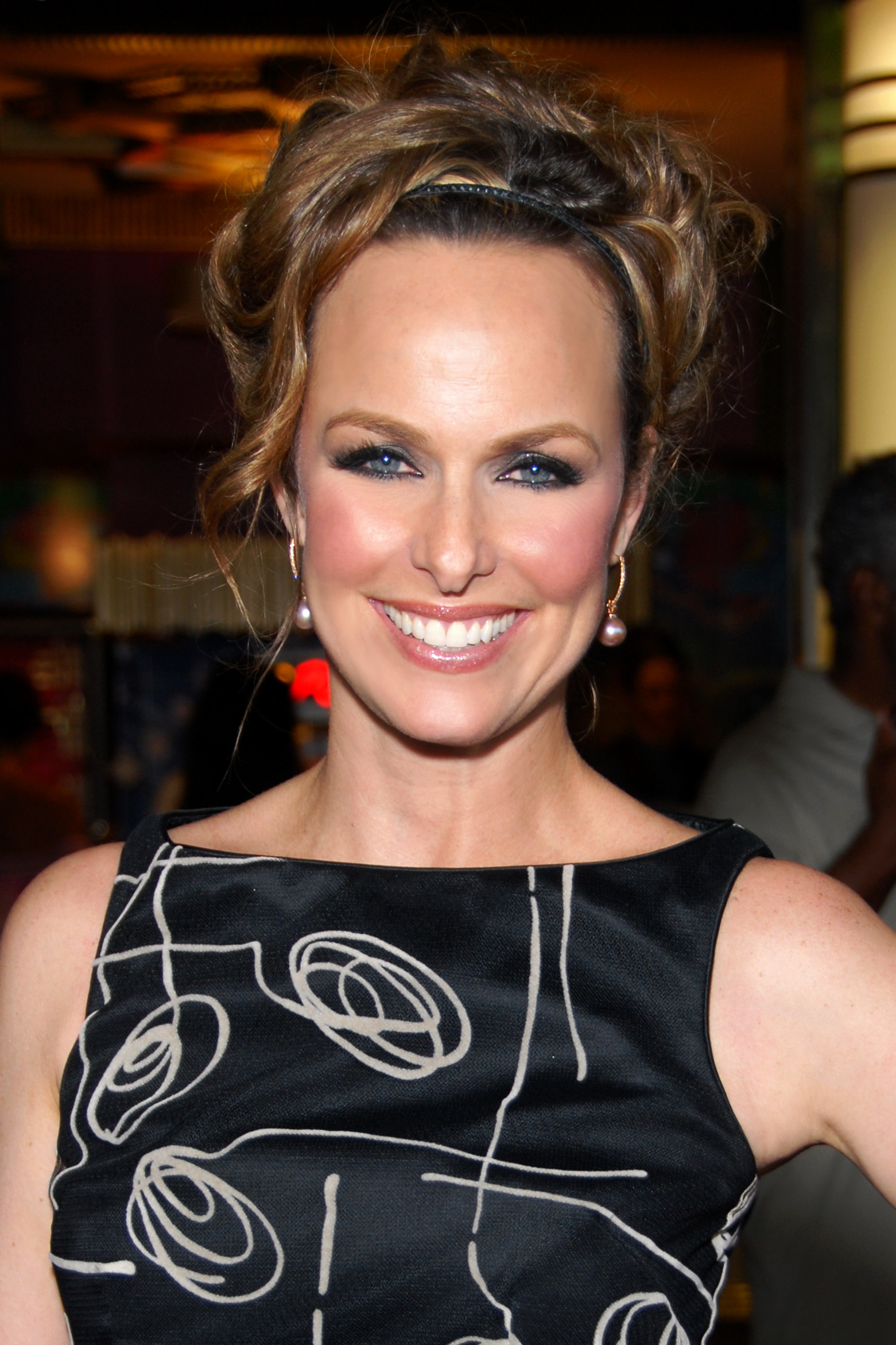
Melora Hardin interprète Jacqueline.

### Acteurs récurrents
- Adam Capriolo (VFB : Stéphane Pelzer) : Andrew
- Stephanie Costa : Sage Aiello
- Dan Jeannotte (VFB : Alexandre Crépet) : Ryan « Pinstripe » Decker (saisons 1 à 4 - invité saison 5)
- Emily C. Chang (VFB : Audrey d'Hulstère) : Lauren Park (saison 1 - invitée saison 3)
- Eva Avila : Martha (saison 1 - invitée saison 3)
- Luca James Lee (VFB : Olivier Prémel) : Dr Ben Chau (saison 2)
- Siobhan Murphy : Cleo Williams (saison 2)
- Kiara Groulx : Carly Grayson (saisons 3 et 4 - invitée saison 5)
- Shyrley Rodriguez : Angie Flores (saisons 3 - invitée saison 2)
- Peter Vack (VFB : Maxime Donnay) : Patrick Duchand (saison 3 - invité saison 4)
- Alexis Floyd : Tia Clayton (saison 3)
- Gildart Jackson (en) (VFB : Patrick Waleffe) : Ian Carlyle (saisons 4 et 5 - invité saisons 1 et 3)
- Rachel Mutombo : Darby Gruss (saisons 4 et 5)
- Mat Vairo (en) : Scott Coleman (saisons 4 et 5)
- Aidan Devine : RJ Safford (saison 4 - invité saison 3)
- Alex Paxton-Beesley : Eva Rhodes (saison 4 - invitée saison 5)
- Christine Nguyen : Addison Harper (saison 5 - invitée saison 4)

### Invités spéciaux
- Tess Holliday : elle-même (saison 2, épisode 3)
- Betty Who (en) : elle-même (saison 3, épisode 1)
- Sasha Velour : elle-même (saison 3, épisode 2)
- Billie Jean King : elle-même (saison 4, épisode 2)
- Ayesha Curry (en) : elle-même (saison 4, épisode 2)
- Margaret Cho : elle-même (saison 4, épisode 2)
- Raven-Symoné (VFB : Marcha Van Boven): Alice Knight (saison 4, épisodes 7 et 9)
- Carson Kressley : lui-même (saison 5, épisode 1)

## Développement

### Production
Le 7 avril 2016, Freeform commande un pilote pour la série, anciennement intitulée Issues. Le tournage du pilote débute à Toronto le 22 août 2016.
Le 10 janvier 2017, la série est officiellement commandée pour une diffusion durant l'été 2017. Quelques mois plus tard, la chaîne dévoile qu'elle diffusera les deux premiers épisodes de la série le 11 juillet 2017. Finalement, en juin 2017, la chaine annonce que le premier épisode sera diffusé en avant-première le 20 juin 2017, après l'avant-dernier épisode de Pretty Little Liars, avec une diffusion régulière de la série à compter du 11 juillet 2017.
Le 4 octobre 2017, la chaîne confirme le renouvellement de la série pour une deuxième et troisième saison de dix épisodes chacune. Il est aussi annoncé que Sarah Watson, la créatrice de la série, quitte le poste de showrunner pour être remplacée par Amanda Lasher, anciennement scénariste sur la série Sweet/Vicious. Le 18 janvier 2018, Freeform indique que la deuxième saison sera diffusée à partir du 12 juin 2018.
Le 5 février 2019, la chaîne révèle que le lancement de la troisième saison se fera le 9 avril 2019 sur son antenne. Quelques mois plus tard, la série est renouvelée pour une quatrième saison de dix épisodes le 14 mai 2019, avec un second changement de showrunner. Quelques mois plus tard, la chaîne commande huit épisodes supplémentaires, portant la saison à un total de dix-huit épisodes. Néanmoins, le tournage est interrompu en mars 2020 en raison de la pandémie de Covid-19 alors que seize épisodes ont été tournés, réduisant le nombre d'épisodes pour cette saison.
En janvier 2021, Freeform renouvelle la série pour une cinquième et dernière saison, composée de six épisodes.

### Distribution des rôles
Le 16 août 2016, Sam Page rejoint la distribution dans le rôle de Richard, suivi quelques jours après par Melora Hardin dans le rôle de Jacqueline.
Le 22 août 2016, Katie Stevens, Aisha Dee et Meghann Fahy rejoignent la distribution pour les rôles du trio principal : Jane, Kat et Sutton. Matt Ward complète la distribution dans le rôle d'Alex. Parmi les acteurs récurrents et invités, Nikohl Boosheri et Emily C. Chang sont annoncées.
Le 18 janvier 2018, la chaîne indique que Nikohl Boosheri et Stephen Conrad Moore, récurrents lors de la première saison, rejoignent la distribution principale à partir de la deuxième saison.
Le 8 mars 2018, Luca James Lee et Siobhan Murphy rejoignent la distribution récurrente de la deuxième saison. Il est aussi annoncé que Dan Jeannotte reprendra son rôle de Ryan Decker, toujours en tant que récurrent. Le 7 septembre 2018, Peter Vack et Alexis Floyd rejoignent la distribution récurrente de la troisième saison pour les rôles de Patrick Duchand et Tia Clayton.

### Tournage
Le tournage de la série a débuté le 10 avril 2017 à Montréal.
En mars 2020, la série fait partie des productions dont le tournage est interrompu en raison de la pandémie de Covid-19. Par conséquent, la quatrième saison, qui était en tournage à ce moment, voit son nombre d'épisode réduit.

## Épisodes
| Saisons | Saisons | Nombre d'épisodes | Diffusion originale | Diffusion originale |
| Saisons | Saisons | Nombre d'épisodes | Début de saison     | Fin de saison       |
| ------- | ------- | ----------------- | ------------------- | ------------------- |
|         | 1       | 10                | 20 juin 2017        | 5 septembre 2017    |
|         | 2       | 10                | 5 juin 2018         | 7 août 2018         |
|         | 3       | 10                | 9 avril 2019        | 11 juin 2019        |
|         | 4       | 16                | 23 janvier 2020     | 16 juillet 2020     |
|         | 5       | 6                 | 26 mai 2021         | 30 juin 2021        |

### Première saison (2017)
Le premier épisode a été diffusé en avant-première le 20 juin 2017 puis la saison a été diffusée entre le 11 juillet et le 5 septembre 2017.
1. Scarlet Magazine (Pilot)
2. Ô grand jamais (O Hell No)
3. La Femme qui se cache derrière ses vêtements (The Woman Behind the Clothes)
4. Être authentique (If You Can't Do it with Feeling)
5. Pole dance et Féminisme (No Feminism in the Champagne Room)
6. Libérez les tétons (The Breast Issue)
7. Douche froide (Three Girls in a Tub)
8. Le Début de la fin (The End of the Beginning)
9. Jusqu'au petit matin (Before Tequila Sunrise)
10. Nouveaux Départs (Carry the Weight)

### Deuxième saison (2018)
Le premier épisode a été diffusé en avant-première le 5 juin 2018 sur Hulu puis la saison a été diffusée entre le 12 juin et le 7 août 2018.
1. L'Armée des féministes (Feminist Army)
2. Lunettes roses (Rose Colored Glasses)
3. La Lettre de Scarlet (The Scarlet Letter)
4. OMG
5. La Marche de la fierté (Stride of Pride)
6. L'Effet domino (The Domino Effect)
7. Betsy
8. Plan B
9. Road trip (Trippin)
10. Nous aurons toujours Paris (We'll Always Have Paris)

### Troisième saison (2019)
Composée de dix épisodes, elle est diffusée entre le 9 avril et le 11 juin 2019.
1. Nouvelle normalité (The New Normal)
2. Un autre point de vue (Plus it Up)
3. Coup de génie (Stroke of Genius)
4. Le Grand Bain (The Deep End)
5. Difficultés techniques (Technical Difficulties)
6. #Flashback (#TBT)
7. Confusion (Mixed Messages)
8. Les Battantes (Revival)
9. Le Sprint final (Final Push)
10. Briser le silence (Breaking Through the Noise)

### Quatrième saison (2020)
Composée de seize épisodes, elle est diffusée en deux parties : la première partie de dix épisodes, entre le 23 janvier et le 26 mars ; puis la deuxième partie, composée de six épisodes, entre le 11 juin et le 16 juillet.

### Épisode 1:Légendes de l'édition d'automne
- États-Unis /  Canada : 23 janvier 2020 sur Freeform / ABC Spark
- France et  Belgique : 23 janvier 2020 sur Prime Video

### Épisode 2:#Scarlet
- États-Unis /  Canada : 30 janvier 2020 sur Freeform / ABC Spark
- France et  Belgique : 30 janvier 2020 sur Prime Video

### Épisode 3:Le Marathon
- États-Unis /  Canada : 6 février 2020 sur Freeform / ABC Spark
- France et  Belgique : 6 février 2020 sur Prime Video

### Épisode 4:Bienvenue à Vibroland
- États-Unis /  Canada : 13 février 2020 sur Freeform / ABC Spark
- France et  Belgique : 13 février 2020 sur Prime Video

### Épisode 5:Mariage et donuts
- États-Unis /  Canada : 20 février 2020 sur Freeform / ABC Spark
- France et  Belgique : 20 février 2020 sur Prime Video

### Épisode 6:Dominant-dominé
- États-Unis /  Canada : 27 février 2020 sur Freeform / ABC Spark
- France et  Belgique : 27 février 2020 sur Prime Video

### Épisode 7:L'Entre-deux
- États-Unis /  Canada : 5 mars 2020 sur Freeform / ABC Spark
- France et  Belgique : 5 mars 2020 sur Prime Video

### Épisode 8:La Vie en rose
- États-Unis /  Canada : 12 mars 2020 sur Freeform / ABC Spark
- France et  Belgique : 12 mars 2020 sur Prime Video

### Épisode 9:5, 6, 7, 8
- États-Unis /  Canada : 19 mars 2020 sur Freeform / ABC Spark
- France et  Belgique : 19 mars 2020 sur Prime Video

### Épisode 10:Conte de fée
- États-Unis /  Canada : 26 mars 2020 sur Freeform / ABC Spark
- France et  Belgique : 26 mars 2020 sur Prime Video

### Épisode 11:Mise à niveau
- États-Unis /  Canada : 11 juin 2020 sur Freeform / ABC Spark
- France et  Belgique : 11 juin 2020 sur Prime Video

### Épisode 12:Jour de neige
- États-Unis /  Canada : 18 juin 2020 sur Freeform / ABC Spark
- France et  Belgique : 18 juin 2020 sur Prime Video

### Épisode 13:Perdu
- États-Unis /  Canada : 25 juin 2020 sur Freeform / ABC Spark
- France et  Belgique : 25 juin 2020 sur Prime Video

### Épisode 14:La Vérité vous libérera
- États-Unis /  Canada : 2 juillet 2020 sur Freeform / ABC Spark
- France et  Belgique : 2 juillet 2020 sur Prime Video

### Épisode 15:Amour
- États-Unis /  Canada : 9 juillet 2020 sur Freeform / ABC Spark
- France et  Belgique : 9 juillet 2020 sur Prime Video

### Épisode 16:Pas loin de l'arbre
- États-Unis /  Canada : 16 juillet 2020 sur Freeform / ABC Spark
- France et  Belgique : 16 juillet 2020 sur Prime Video

### Épisode 1:Question de confiance
- États-Unis /  Canada : 26 mai 2021 sur Freeform / ABC Spark
- France : 26 mai 2021 sur Prime Video

### Épisode 2:Le Mélange
- États-Unis /  Canada : 2 juin 2021 sur Freeform / ABC Spark
- France : 2 juin 2021 sur Prime Video

### Épisode 3:Direction le futur
- États-Unis /  Canada : 9 juin 2021 sur Freeform / ABC Spark
- France : 9 juin 2021 surPrime Video

### Épisode 4:Les touristes
- États-Unis /  Canada : 16 juin 2021 sur Freeform / ABC Spark
- France : 16 juin 2021 sur Prime Video

### Épisode 5:Ne te défile pas
- États-Unis /  Canada : 23 juin 2021 sur Freeform / ABC Spark
- France : 23 juin 2021 sur Prime Video

### Épisode 6:Aventures à venir
- États-Unis /  Canada : 30 juin 2021 sur Freeform / ABC Spark
- France : 30 juin 2021 sur Prime Video

## Accueil

### Audiences
Freeform dévoile le 4 octobre 2017 que la première saison est un succès d'audience sur les services de vidéo à la demande, malgré des audiences télévisées plutôt légères. Elle réunit plus de 20 millions de téléspectateurs entre son lancement et le mois d'octobre 2017.
La meilleure audience de la série a été réalisée par le troisième épisode de la deuxième saison, La Lettre de Scarlet, avec 400 000 téléspectateurs.
La pire audience a été réalisée par le quatrième épisode de la quatrième saison, Bienvenu à Vibroland, avec seulement 106 000 téléspectateurs.
| Saisons | Diffusion                                                      | Nombre d'épisodes | Lancement                                                           | Lancement       | Final            | Final           | Téléspectateurs (en moyenne) |
| Saisons | Diffusion                                                      | Nombre d'épisodes | Date                                                                | Téléspectateurs | Date             | Téléspectateurs | Téléspectateurs (en moyenne) |
| ------- | -------------------------------------------------------------- | ----------------- | ------------------------------------------------------------------- | --------------- | ---------------- | --------------- | ---------------------------- |
| 1       | Mardi, 21 h (avant-première) Mardi, 20 h (diffusion régulière) | 10                | Avant-première : 20 juin 2017 Diffusion régulière : 11 juillet 2017 | 235 000 360 000 | 4 septembre 2017 | 331 000         | 313 000                      |
| 2       | Mardi, 20 h                                                    | 10                | 12 juin 2018                                                        | 302 000         | 7 août 2018      | 305 000         | 310 000                      |
| 3       | Mardi, 20 h                                                    | 10                | 9 avril 2019                                                        | 181 000         | 11 juin 2019     | 267 000         | 237 000                      |
| 4       | Jeudi, 20 h                                                    | 16                | 23 janvier 2020                                                     | 133 000         | 16 juillet 2020  | 202 000         | 162 000                      |
| 5       | Mercredi, 20 h                                                 | 6                 | 26 mai 2021                                                         | 180 000         | 30 juin 2021     | NC              | NC                           |

### Critiques
La première saison de la série recueille 96 % de critiques positives sur le site agrégateur Rotten Tomatoes. Avec une note moyenne de 7,53/10 sur la base de 26 critiques collectées, elle obtient le statut « Frais », certificat de qualité du site. Le consensus critique établi par Rotten Tomatoes juge la série intelligente, tendance et interprétée avec exubérance. Sur Metacritic, les critiques sont plus mitigées, la saison obtenant une note de 58/100 basée sur 8 critiques collectées.
La deuxième saison de la série a reçu 100 % de critiques positives sur Rotten Tomatoes, avec une note moyenne de 8,7/10 sur la base de 21 critiques collectées. Elle obtient également le statut « Frais ». Son consensus critique indique que la série offre un portrait inspirant et réaliste des carrières, des amitiés et des amours de jeunes femmes new-yorkaises.
Pour Télérama, la série est une « lointaine descendante de Sex and the City destinée aux millennials » qui « incite les femmes à aller de l’avant, à s’assumer, à se sentir puissantes et à se serrer les coudes ». L’hebdomadaire ajoute que la vision de la vie d'un journal est « un poil fantasmée » mais qu'elle « s'affine au fil des épisodes et s'avère truffée de détails véridiques ». Marie Claire estime que la série apporte « un petit vent de fraîcheur sur les programmes destinés au public féminin ». Si elle « n'échappe pas à certains poncifs un peu lourds », elle a « le mérite d'aborder de nombreux enjeux féministes actuels ». Télé Loisirs fait le même constat : qu'il s'agisse « d'inégalité salariale, du diktat de l’apparence, de sexe, d’orgasme, des réseaux sociaux, de dépistage du cancer du sein, d'immigration, d'homosexualité, de politique ou même de religion », tous ces sujets sont évoqués « sans aucun tabou ».

## Distinctions
Sauf indication contraire, les informations mentionnées dans cette section peuvent être confirmées par la base de données cinématographiques IMDb,  présente dans la section « Liens externes ».

### Nominations
- Teen Choice Awards 2017 :
  - Série télévisée préférée de l'été
  - Actrice préférée dans une série télévisée de l'été pour Aisha Dee
- GLAAD Media Awards 2018 : Meilleure série de comédie
- Teen Choice Awards 2018 :
  - Série télévisée préférée de l'été
  - Actrice préférée dans une série télévisée de l'été pour Aisha Dee, Katie Stevens et Meghann Fahy
- Imagen Awards 2018 : Meilleure actrice de télévision pour Katie Stevens
- Satellite Awards 2019 : Meilleure série télévisée dramatique
- Teen Choice Awards 2019 : Série télévisée préférée de l'été